# Leymus condensatus
Leymus condensatus är en gräsart som först beskrevs av Jan Svatopluk Presl, och fick sitt nu gällande namn av Áskell Löve. Leymus condensatus ingår i släktet strandrågssläktet, och familjen gräs. Inga underarter finns listade i Catalogue of Life.

## Bildgalleri

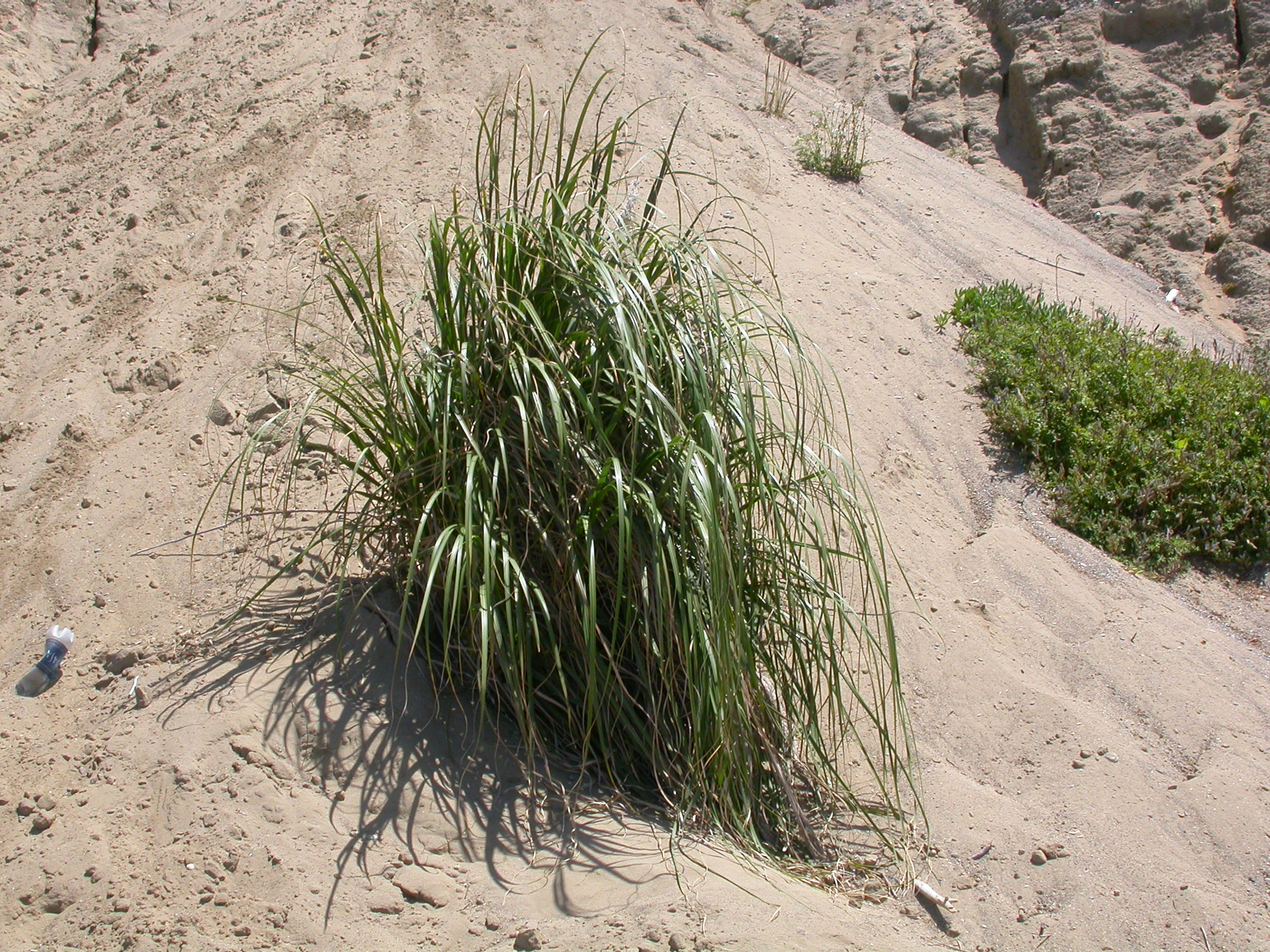
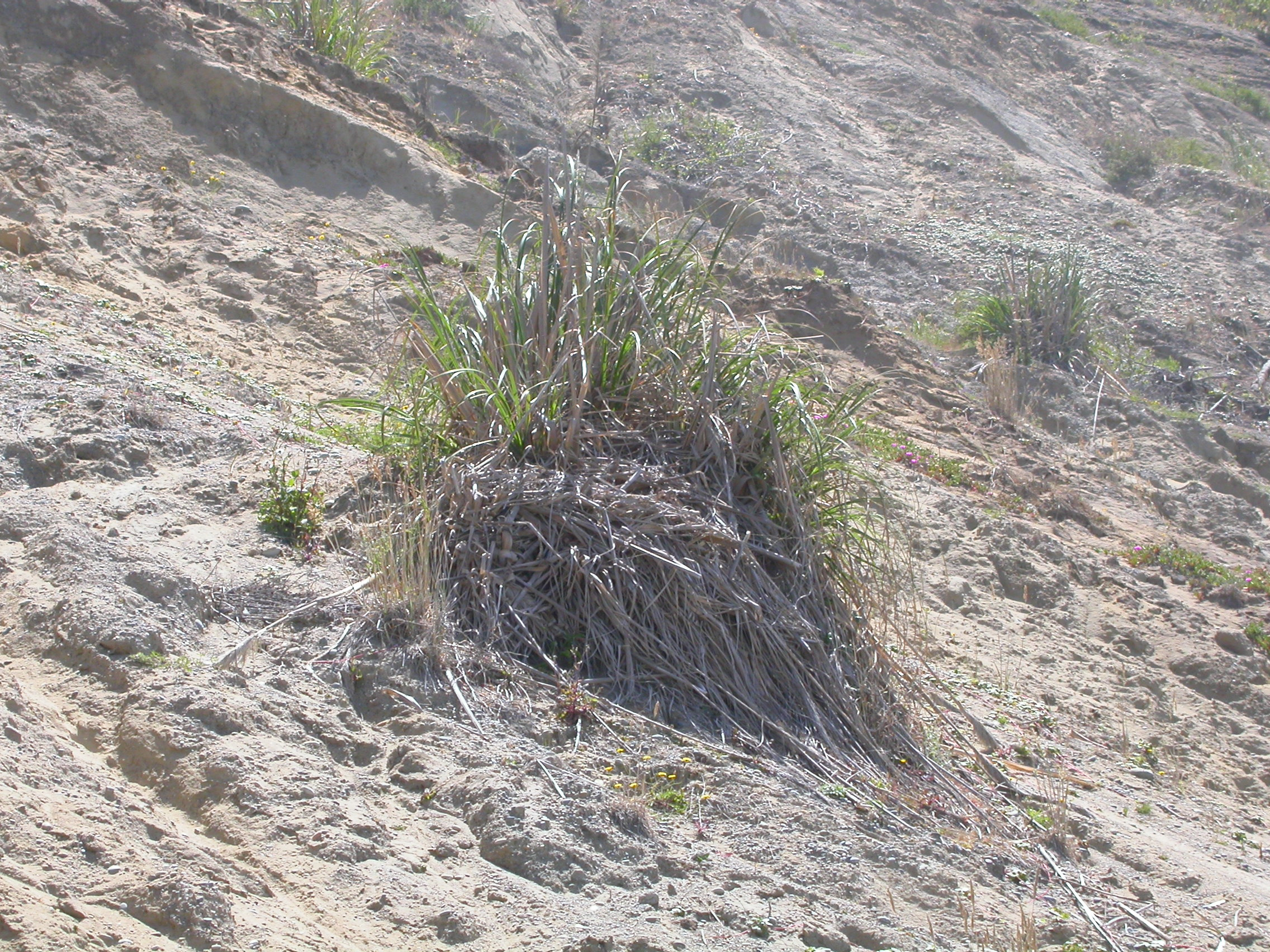
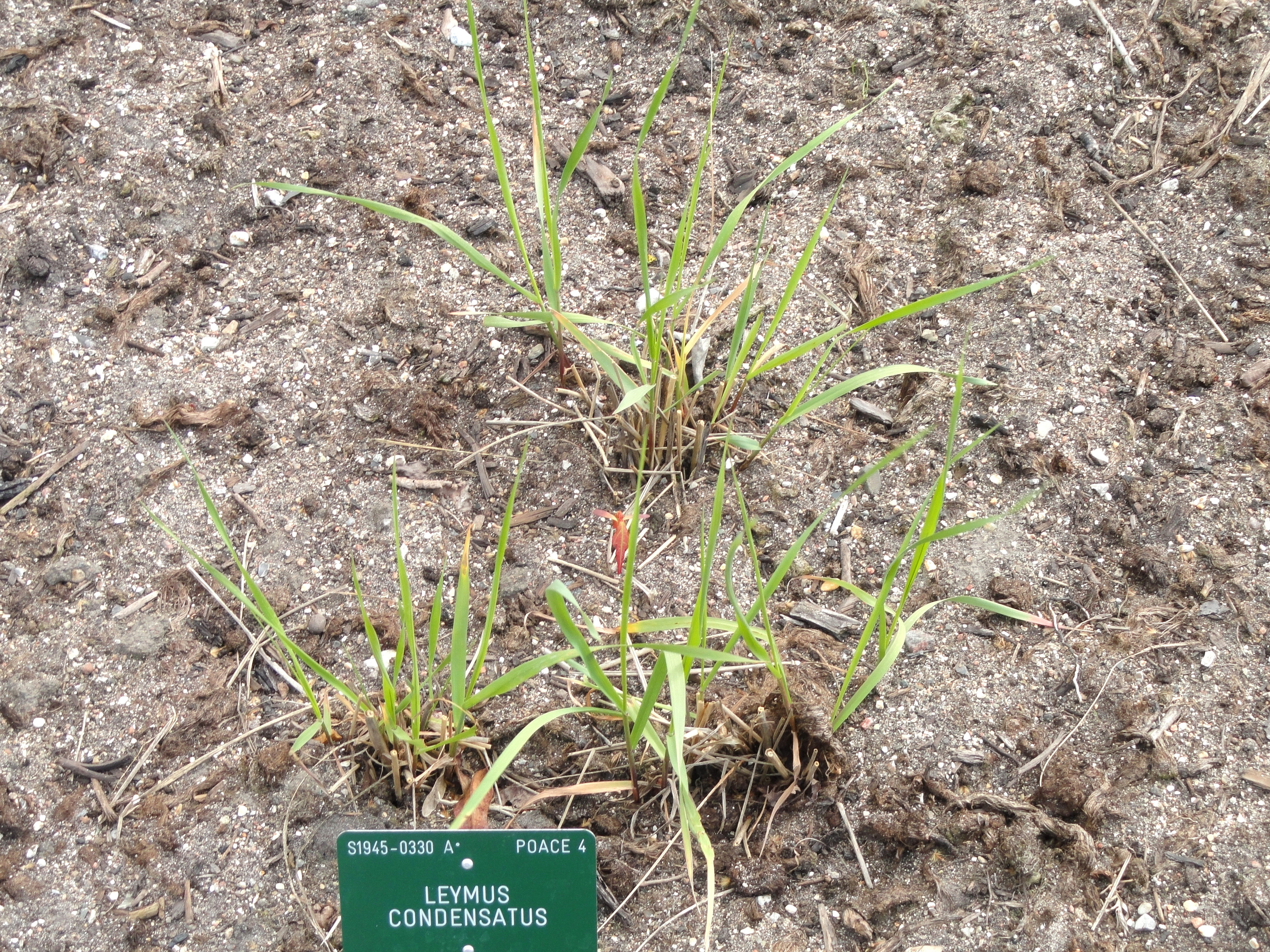
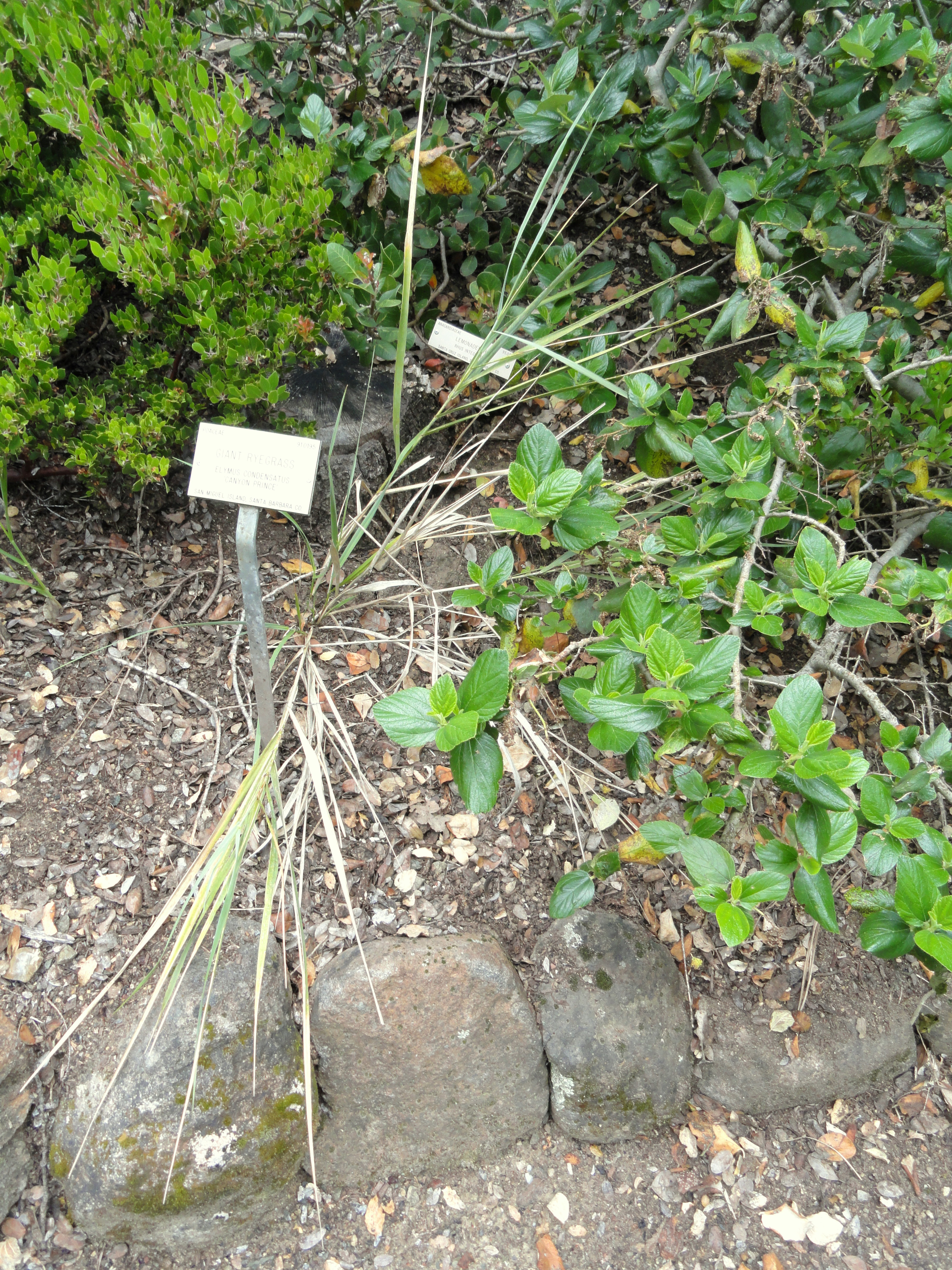